# فيليبي كاردوسو
فيليبي كاردوسو (بالبرتغالية: Filipe Cardoso‏) هو دراج برتغالي، ولد في 15 مايو 1984.

## وصلات خارجية
- فيليبي كاردوسو على موقع الاتحاد الدولي للدراجات (الإنجليزية)
- فيليبي كاردوسو على موقع أرشيف الدراجات (الإنجليزية)
- فيليبي كاردوسو على موقع إحصائيات الدراجات الإحترافية (الإنجليزية)
- فيليبي كاردوسو على موقع نسبة الدراجات (الإنجليزية)